# Friedrich Leuthaus
Friedrich Leuthaus (* 10. April 1812 in Siegen; † 9. Mai 1887 in Wiesbaden) war ein königlich preußischer Generalmajor und zuletzt Präses des Ingenieurkomitees.

## Herkunft
Seine Eltern waren der Rentmeister Johann Konrad Leuthaus und dessen Ehefrau Karoline von Seckendorf.

## Leben
Er besuchte die Gymnasien und Siegen und Koblenz und widmete sich ab 1830 dem Baufach. Aber am 17. November 1832 ging er als Freiwilliger in die 8. Pionierabteilung. Dort war er vom 1. Oktober 1833 bis zum 30. September 1836 in die Vereinigte Artillerie- und Ingenieurschule abkommandiert. In dieser wurde er am 16. Oktober 1834 zum Portepeefähnrich und am 2. Oktober 1835 als aggregierter Seconde-Lieutenant in die 3. Ingenieurinspektion versetzt. Nach seiner Rückkehr wurde er am 1. Oktober 1836 wieder in die 8. Pionierabteilung geschickt und am 2. April 1840 wieder einrangiert. Am 14. November 1840 wurde er dann Adjutant der 8. Pionierabteilung und am 22. Januar 1843 dann zu Fortifikationsdiensten in die Festung Köln versetzt. Von dort kam er am 1. Oktober 1845 zum Fortifikationsdienst in die Festung Jülich. Anschließend wurde er am 29. April 1847 2. Adjutant der 3. Ingenieurinspektion und am 27. März 1848 zum Premier-Lieutenant befördert.
Am 1. November 1850 kam er am 2. Ingenieuroffizier zum Generalkommando des mobilen VIII. Armeekorps. Aber am 31. Dezember 1850 wurde er als Hauptmann in die Adjutantur versetzt und dazu 1. Adjutant der 3. Ingenieurinspektion. Von dort kam er als Kommandeur in die 2. Kompanie der 7. Pionierabteilung, am 25. März 1856 wurde er als Kommandeur der 4. Pionierabteilung. Am 1. Juli 1860 zum Major befördert, kam er am 15. März 1862 als Ingenieur-Offizier vom Platz nach Köln. Am 18. Juni 1865 zum Oberstleutnant befördert und am 18. Januar 1866 mit dem Kronen-Orden 3. Klasse ausgezeichnet. Während der Mobilmachung zum Deutschen Krieg von 1866 wurde er am 10. Mai 1866 als 1. Ingenieuroffizier in das mobile II. Armeekorps versetzt. Während des Krieges kämpfte er bei Gitschin und Königgrätz. Am 10. Juli 1866 wurde er unter Belassung seiner Feldstelle Inspekteur der 1. Festungsinspektion. Am 7. September übernahm er nun auch die Geschäfte dieser Inspektion und wurde am 20. September 1866 mit den Schwertern zum Kronen-Orden ausgezeichnet, außerdem wurde er am 31. Dezember 1866 zum Oberst mit Patent vom 30. Oktober 1866 befördert.
Am 17. Mai 1867 wurde er als Inspekteur in die 3. Pionierinspektion versetzt und mit der Besichtigung des badischen Pionierbataillons beauftragt. Am 18. Juli 1870 kam er in das Oberkommando der II. Armee, wo er Kommandeur der Ingenieure und Pioniere wurde. Während des Deutsch-Französischen Krieges kämpfte bei Vionville, Gravelotte, Orleans und Le Mans. Ferner war er bei der Belagerung von Paris sowie den Gefechten bei Montoire und Epuisay, wo er sich das Eiserne Kreuz 2. Klasse erwarb.
Nach dem Krieg kehrte er am 4. Juli 1871 als Inspekteur des 3. Pionierinspektion zurück und erhielt am 18. August 1871 den Charakter als Generalmajor. Bereits am 18. Oktober 1871 bekam er die Beförderung als Generalmajor mit Patent zum 18. August 1871 und wurde als Inspekteur in die 1. Ingenieurinspektion versetzt. Außerdem wurde er am 16. Dezember 1871 Inspekteur der vereinigten Artillerie- und Ingenieurschule und stand ihr damit vor. Am 12. Oktober 1872 kam er dann als Inspekteur in die 4. Ingenieurinspektion und am 12. April 1873 Präses des Ingenieurkomitees. Am 18. Januar 1874 wurde er mit dem Roten Adlerorden 2. Klasse mit Schwertern ausgezeichnet. Er wurde am 13. April 1875 mit Pension zur Disposition gestellt, dazu erhielt er den Kronen-Orden 2. Klasse mit Schwertern. Er starb am 9. Mai 1887 in Wiesbaden.

## Familie
Leuthaus heiratete am 15. Mai 1855 in Münster Jeanette Karoline Julie Emma Delius (* 1. März 1833; † 4. Mai 1910), eine Tochter des Rechnungsrates Franz Karl Delius (1787–1861). Das Paar hatte wenigstens einen Sohn:
- Karl Gustav Wilhelm (* 27. Februar 1856)